# Dominique Ducharme (Eishockeyspieler)
Dominique Ducharme (* 12. März 1973 in Joliette, Québec) ist ein ehemaliger kanadischer Eishockeyspieler und derzeitiger -trainer. Während seiner aktiven Karriere lief er in nordamerikanischen Minor Leagues sowie in Frankreich auf. Als Trainer verbrachte er zehn Jahre in der Ligue de hockey junior majeur du Québec (LHJMQ), wobei er mit den Halifax Mooseheads im Jahre 2013 die Coupe du Président sowie den Memorial Cup gewann. Von Februar 2021 bis Februar 2022 war er als Cheftrainer der Canadiens de Montréal in der National Hockey League (NHL) tätig, wo er seit Juli 2023 als Assistenztrainer bei den Vegas Golden Knights aktiv ist.

## Karriere

### Als Spieler
Dominique Ducharme wurde in Joliette geboren und spielte in seiner Jugend unter anderem für die „Régents de Laval“ sowie die „Hawkesbury Hawks“, ohne es jedoch in die Ligue de hockey junior majeur du Québec (LHJMQ) zu schaffen, die ranghöchste Juniorenliga seiner Heimatprovinz. Ab 1991 verbrachte er vier Jahre an der University of Vermont, wobei er für deren Eishockeyteam, die „Catamounts“, am Spielbetrieb der ECAC teilnahm, einer Liga der National Collegiate Athletic Association (NCAA). Obwohl er im Trikot der Catamounts als regelmäßiger Scorer in Erscheinung trat und 1992 ins ECAC All-Rookie Team gewählt wurde, fand er in keinem NHL Entry Draft Berücksichtigung. Die Spielzeit 1995/96 sollte seine einzige im nordamerikanischen Profibereich darstellen, die der Angreifer bei den Raleigh IceCaps und den Huntington Blizzard in der ECHL sowie bei den Cornwall Aces in der American Hockey League (AHL) verbrachte.
Zwischen 1996 und 2000 war Ducharme in Frankreich aktiv, wo er für den Toulouse Blagnac Hockey Club (Division 2), den Hockey Club de Cergy-Pontoise (Division 1 und 2) sowie Anglet Hormadi Élite (Élite Ligue) in jeder der drei höchsten Spielklassen auflief. Die Spielzeit 2000/01 verbrachte er wieder in seiner Heimat Québec in der Ligue de hockey semi-professionnelle du Québec (LHSPQ), wo er bei den Mission de Joliette sowie den Royaux de Sorel unter Vertrag stand. Zur Saison 2001/02 kehrte der Kanadier noch einmal für ein Jahr zu Anglet Hormadi Élite zurück, bevor er seine aktive Karriere beendete.

### Als Trainer
Seine Karriere als Trainer begann direkt mit dem Ende seiner aktiven Laufbahn im Jahre 2002, als er als Assistenztrainer der „Patriotes“ der Université du Québec à Trois-Rivières angestellt wurde. Mit dem Team gewann er 2003 den University Cup und somit die kanadische Hochschulmeisterschaft, ehe er zur Saison 2004/05 in seine Heimatstadt Joliette zurückkehrte. Dort war er fortan vier Jahre lang als Cheftrainer der L’Action de Joliette in einer regionalen Juniorenliga tätig. Mit Beginn der Spielzeit 2008/09 gelang ihm der Sprung in die Ligue de hockey junior majeur du Québec (LHJMQ), wo er die Position des Assistenztrainers beim Club de hockey junior de Montréal übernahm.
In der Folge sollte Ducharme über zehn Jahre in der LHJMQ aktiv sein, wobei er von 2011 an als Cheftrainer fungierte, bis 2016 der Halifax Mooseheads sowie anschließend bis 2018 der Voltigeurs de Drummondville. Mit den Mooseheads gewann er im Jahre 2013 die LHJMQ-Playoffs um die Coupe du Président ebenso wie den anschließenden Memorial Cup 2013, sodass man ihn persönlich als besten Trainer der Liga mit der Trophée Ron Lapointe ehrte. Wenig später zeichnete ihn auch die gesamte Canadian Hockey League mit dem Brian Kilrea Coach of the Year Award aus. Parallel zu seiner Tätigkeit in der LHJMQ war er in dieser Zeit auch zunehmend als Trainer der kanadischen Nachwuchsnationalmannschaften tätig, so gewann er als Assistent von Jody Hull die Goldmedaille beim Ivan Hlinka Memorial Tournament 2014. Als Cheftrainer der kanadischen U20-Nationalmannschaft führte er sein Heimatland anschließend zu einer Silbermedaille bei der U20-Weltmeisterschaft 2017, bevor im Folgejahr der Gewinn des Weltmeistertitels folgte. Im gleichen Jahr erhielt er die Trophée Paul Dumont als Persönlichkeit des Jahres der LHJMQ.
Im April 2018 stellten die Canadiens de Montréal aus der National Hockey League (NHL) ihn als neuen Assistenten von Claude Julien ein, unter dem er in der Folge über drei Jahre in der höchsten Liga Nordamerikas tätig war. Im Februar 2021 trat er dessen Nachfolge an, als Julien samt Kirk Muller entlassen und Ducharme zum Interims-Cheftrainer ernannt wurde. In der Folge führte er das Team in den Playoffs 2021 ins erste Stanley-Cup-Finale seit 1993, unterlag dort allerdings den Tampa Bay Lightning mit 1:4. Anschließend wurde er im Juli 2021 fest als Cheftrainer installiert.
Bereits im Februar 2022, in einer bisher sportlich enttäuschend verlaufenden Saison 2021/22, entließen die Canadiens ihn jedoch wieder und ersetzten ihn durch Martin St. Louis. Nach einem einjährigen Hiatus kehrte er in die NHL zurück, indem er im Juli 2023 als Assistenztrainer von den Vegas Golden Knights verpflichtet wurde.

## Erfolge und Auszeichnungen
Als Spieler
- 1992 ECAC All-Rookie Team

Als Trainer
| - 2003 University-Cup-Gewinn mit der Université du Québec à Trois-Rivières (als Assistent) - 2013 Coupe-du-Président-Gewinn mit den Halifax Mooseheads - 2013 Memorial-Cup-Gewinn mit den Halifax Mooseheads - 2013 Trophée Ron Lapointe - 2013 Brian Kilrea Coach of the Year Award | - 2014 Goldmedaille beim Ivan Hlinka Memorial Tournament (als Assistent) - 2017 Silbermedaille bei der U20-Weltmeisterschaft - 2018 Goldmedaille bei der U20-Weltmeisterschaft - 2018 Trophée Paul Dumont |